# Крион
Крио́н (фр. Crion) — коммуна во французском департаменте Мёрт и Мозель региона Лотарингия. Относится к  кантону Люневиль-Сюд.	

## География
Крьон расположен в 26 км к востоку от Нанси. Соседние коммуны: Бозмон на севере, Энамениль на северо-востоке, Сьонвиллер на юге, Бонвиллер и Бьянвиль-ла-Птит, Равиль-сюр-Санон и Энвиль-о-Жар на северо-западе.

## Демография
Население коммуны на 2010 год составляло 84 человека.
| 1962 | 1968 | 1975 | 1982 | 1990 | 1999 | 2010 |
| ---- | ---- | ---- | ---- | ---- | ---- | ---- |
| 105  | 93   | 87   | 103  | 112  | 101  | 84   |

## Достопримечательности
- Церковь XVIII века.